# Boom Boom (singolo John Lee Hooker)
Boom Boom è una canzone del bluesman americano John Lee Hooker. Composta nel 1961 e pubblicata come singolo nel 1962, è uno dei classici più celebri della storia della musica blues e rock and roll ed è entrato nella Grammy Hall of Fame Award 2016.
Il brano è infatti stato oggetto di innumerevoli cover e citazioni, fra cui le più famose sono le versioni di Bruce Springsteen, dei The Yardbirds, Eric Burdon e dei The Animals, e la comparsa nel cult film The Blues Brothers.

## Tracce
1. Boom Boom – 2:29
2. Drug Store Woman – 2:50

## Formazione
- John Lee Hooker - chitarra e voce
- Ivy Jo Hunter - piano
- Hank Cosby - sassofono tenore
- Andrew Terry - sassofono baritono
- James Jamerson - basso
- Larry Veeder - seconda chitarra
- Benny Benjamin - batteria